# Estação Ecatepec
A Estação Ecatepec é uma das estações do Metrô da Cidade do México, situada em Ecatepec de Morelos, entre a Estação Olímpica e a Estação Múzquiz. Administrada pelo Sistema de Transporte Colectivo, faz parte da Linha B.
Foi inaugurada em 30 de novembro de 2000. Localiza-se na Avenida Carlos Hank González. Atende os bairros Unidad Habitacional La Alborada e Valle de Anáhuac sección A. A estação registrou um movimento de 10.399.823 passageiros em 2016.